# Октябрьский сельсовет (Логойский район)
Октябрьский сельсовет — административная единица на территории Логойского района Минской области Республики Беларусь.

## География
Октябрьский сельский Совет расположен в центре Логойского района. Расстояние от административного центра сельсовета — агрогородка Октябрь до районного центра — Логойска — 35 километров.

## Состав
Октябрьский сельсовет включает 14 населённых пунктов:
- Барсуки — деревня.
- Городище — деревня.
- Дрила-1 — деревня.
- Дрила-2 — деревня.
- Карбановщина — деревня.
- Лозовка — деревня.
- Октябрь — агрогородок.
- Проходы — деревня.
- Пущенка — деревня.
- Росохи — деревня.
- Сукневичи — деревня.
- Уболотье — деревня.
- Цынное — деревня.
- Штанюки — деревня.

## Производственная сфера
- КСУП «Спутник-Агро»
- ООО «Спар» (д. Уболотье)
- ООО «Эколин и К» д. Уболотье
- ООО  «Ти-Ким-Кай» (д. Октябрь)

## Социально-культурная сфера
- Дом культуры д. Октябрь
- ФАП д. Октябрь
- ГУО «Октябрьская средняя  школа Логойского района», Октябрьский детский сад